# Fief de Bois-Ramé
Le fief de Bois-Ramé est un manoir situé à Bléré (Indre-et-Loire) et classé aux monuments historiques le 16 avril 1929.